# 猪俣邦憲
猪俣 邦憲（いのまた くにのり）は、戦国時代から安土桃山時代にかけての武将。後北条氏の家臣。小田原征伐により後北条氏が滅亡した後は、前田利家の家臣となった。

## 生涯
出自は富永氏で、初名は富永助盛（とみなが すけもり）と名乗った。天正8年（1580年）頃までは富永姓を名乗り、天正11年（1583年）頃から猪俣氏に養嗣子として入って猪俣範直（- のりなお）を名乗る。後に北条氏邦から偏諱を受け邦憲と改名している。
北条氏政の弟・氏邦に仕え、氏邦に従って小田原から武蔵国に移ったと考えられ、以後、上野国侵攻の先鋒として活動し、天正14年（1586年）4月には、上野国吾妻郡において真田昌幸の属城であった仙人ケ窪城を計策によって乗っ取った功により北条氏直から感状を受けるなどの活躍があり、氏邦から箕輪城代、次いで沼田城代に任じられた。
天正17年（1589年）、真田昌幸の家臣・鈴木重則が守る上野名胡桃城攻略の際、重則の家臣・中山九郎兵衛を内応させ、偽の書状によって重則を城外へと誘き出し、その間に九郎兵衛に城を乗っ取らせる謀略によって奪取したが、これが天下人である豊臣秀吉の発令した惣無事令違反として小田原征伐の理由となってしまう。
豊臣軍の東山道軍（前田利家隊 1万8千、上杉景勝隊 1万ほか、計3万5千）は、天正18年（1590年）4月20日に、上野国における北条軍の拠点であった松井田城（守将：大道寺政繁）を攻略し、上野国を制圧した。邦憲が守っていた沼田城は、4月20日の時点で健在であったことが確認できるが、同年6月までに開城した。豊臣軍に降伏した邦憲は、実弟の富永助重（富永 勘解由左衛門尉）と共に、前田利家に保護されたと見られる。
小田原征伐の終結後、猪俣邦憲・富永助重の兄弟が、共に前田利家に仕官した（加賀藩士となった）ことが確認できるが、その後の猪俣邦憲については
「慶長10年（1605年）に、猪俣邦憲の加賀藩における遺領を、嫡男（猪俣平六）が相続した」
ことが判明するのみである。なお、猪俣・富永の主君であった北条氏邦も、小田原征伐の終結後に前田利家に仕官して1千石を与えられた。
富永助重は、慶長年間に前田利長（前田利家の嫡男、加賀藩初代藩主）から1500石の大禄を与えられ、加賀藩上士に列した。

## 人物
通説では北条氏邦に仕えていた家臣といわれているが、猪俣氏は代々が後北条氏に仕えた富永氏の一族であるため、北条氏の直臣であったともいわれる。『北条記』、『関八州古戦録』、『改正三河後風土記』等では邦憲の出自を猪俣党としている。
『北条記』では邦憲を、氏邦の配下にあって「知恵分別なき田舎武者」としており、名胡桃城奪取については邦憲が独断で行った事としている。
名胡桃城の奪取が小田原征伐の口実を与え、結果的に後北条氏の滅亡を招いたことから、多くの史書において「手柄だけを目的とする傲慢で思慮が足りない田舎武士」と扱き下ろされている。
しかし、邦憲が名胡桃城を奪取したとされ、それが外交上問題化した天正17年11月以降も、邦憲は北条家内において責任を追及されることなく引き続き沼田城代を務め、天正18年(1590年)正月には北条氏政や、その弟の氏照から上野の守備が万全であることについて慰労されているなど、後北条氏から最前線の指揮を任され、信頼されていた事が窺える。
近年では同時期に氏邦が秀吉に誼を通じていた宇都宮に侵攻していることなどから、邦憲の単独行動ではなく「反秀吉派」の氏政か氏邦の指令があったともいわれている。
名胡桃城奪取については、当時の資料が少なく、その多くが『関八州古戦録』など江戸時代に記された軍記物に依拠しており、秀吉側の詰問に対し後北条氏側では事実無根と釈明しているなど、真相については不明な点が多い。また邦憲の実際の行動についても多くが分かっておらず、後北条氏滅亡の遠因を邦憲の独断行動のみに求めるのは的確とは言えない。
また、当初秀吉は沼田一帯の殆どを北条領とするなど、臣従すれば北条氏をそのまま存続させる意図とも受け取れる宥和路線を取っていたが、大幅な譲歩を以てしてもいつまでたっても臣従しようとしない北条氏に対して業を煮やしていたため、北条氏の家中が「豊臣氏への臣従」で纏まらない以上、遅かれ早かれ小田原征伐が起こったことは間違いないという見方もある。

## 参考資料
- 黒田基樹『真田昌幸：徳川、北条、上杉、羽柴と渡り合い大名へとのぼりつめた戦略の全貌』（Yodobashi Dolly版）PHP研究所、2016年。
- 黒田基樹『戦国大名・北条氏直』（カドカワBookWalker版）KADOKAWA〈角川選書〉、2020年。
- 『戦国時代人物事典』 学習研究社、2009年、 ISBN 4054042902
- 『後北条氏家臣団人名辞典』東京堂出版、2006年、ISBN 4490106963